# Хемијско оружје
Хемијско оружје је врста (војног) оружја које се користи у намери да се убије или онеспособи непријатељ путем хемијских средстава. Укључује бојне отрове, димне материје и запаљива средства. Осим убијања или онеспособљавања тровањем људи, стоке и биљака користи се и за контаминацију (загађивање), задимљавање или освјетљење. Примена хемијског оружја је из цистерни, граната, мина, бомби, ракета, магљеника, димних кутија и других средстава.
Хемијско оружје је другачијег облика од конвенционалног оружја или нуклеарног оружја, при чему нема у први мах видљивог деловања (насупрот конвенционалном оружју где се може видети на пример експлозија бомбе). Коришћење живих организама (нпр. Антракс) у војне сврхе се сматра биолошким а не хемијским оружјем. Али се зато токсични продукат живих организама (Ботулин и Рицин) сматра хемијским оружјем. Према Конвенцији о Хемијском Наоружању, било која токсична хемикалија, без обзира на порекло, се сматра хемијским оружјем, осим у случајевима када се користи у ситуацијама које нису илегалне (битна правна дефиниција позната као Критериј Генералне употребе). Око 70 различитих хемијских агената је коришћено или чувано као хемијско оружје током ХХ века.
Хемијско оружје је класификовано као оружје за масовно уништење (WMD), иако се разликује од нуклеарног оружја, биолошког оружја и радиолошког оружја. Сви се могу користити у рату и познати су под војном скраћеницом NBC (за нуклеарни, биолошки и хемијски рат). Оружје за масовно уништење разликује се од конвенционалног оружја, које је првенствено ефикасно због свог експлозивног, кинетичког или запаљивог потенцијала. Хемијско оружје може бити широко расуто у гасовитим, течним и чврстим облицима и може лако да погоди нежељене поред предвиђених циљева. Нервни гас, сузавац и бибер спреј су три модерна примера хемијског оружја.
Током Другог светског рата, нацистички режим је користио комерцијални крвни агенс цијановодоник трговачки познат под именом Зиклон Б да изврши индустријализовани геноцид над Јеврејима и другим циљаним популацијама у великим гасним коморама.</ref> Холокауст је резултирао највећим бројем смртних случајева од хемијског оружја у историји.
Према подацима из 2016. године, CS гас и бибер спреј остају у уобичајеној употреби за полицију и контролу нереда; CS и бибер спреј се сматрају несмртоносним оружјем. Према Конвенцији о хемијском оружју (1993), постоји правно обавезујућа, светска забрана производње, складиштења и употребе хемијског оружја и његових прекурсора. Међутим, велике залихе хемијског оружја и даље постоје, обично оправдане као мера предострожности против могуће употребе од стране агресора. Континуирано складиштење овог хемијског оружја представља опасност, јер су многа оружја сада старија од 50 година, што значајно повећава ризик. Сједињене Државе сада предузимају мере за уклањање свог хемијског оружја на безбедан начин.

## Историја
Једноставно хемијско оружје се спорадично користило током антике и током индустријског доба. Тек у 19. веку се појавила модерна концепција хемијског ратовања, пошто су различити научници и нације предлагали употребу загушљивих или отровних гасова. Нације су биле толико узнемирене да је усвојено више међународних уговора, о којима се говори у наставку – о забрани хемијског оружја. Ово, међутим, није спречило екстензивну употребу хемијског оружја у Првом светском рату. Развој гаса хлора, између осталог, користиле су обе стране да покушају да разбију застој рововског рата. Иако у великој мери неефикасан на дуге стазе, дефинитивно је променио природу рата. У многим случајевима коришћени гасови нису убили, већ су ужасно осакатили, повредили или унаказили жртве. Забележено је око 1,3 милиона гасних жртава, што је можда укључивало и до 260.000 цивилних жртава.
У међуратним годинама се повремено користило хемијско оружје, углавном за гушење побуна. У нацистичкој Немачкој, много истраживања је уложено у развој новог хемијског оружја, као што су моћни нервни агенси. Међутим, хемијско оружје се мало користило на бојном пољу у Другом светском рату. Обе стране су биле спремне да користе такво оружје, али савезничке силе то никада нису учиниле, а Осовина га је користила веома штедљиво. Разлог за недостатак употребе од стране нациста, упркос значајним напорима који су уложени у развој нових сорти, могао је бити недостатак техничке способности или страх да ће савезници узвратити сопственим хемијским оружјем. Ти страхови нису били неосновани: савезници су правили свеобухватне планове за одбрамбену и осветничку употребу хемијског оружја и складиштили велике количине. Јапанске снаге су их користиле шире, али само против својих азијских непријатеља, јер су се такође плашиле да ће употреба на западним силама довести до одмазде. Хемијско оружје је често коришћено против Куоминтанга и кинеских комунистичких трупа. Међутим, нацисти су у великој мери користили отровни гас против цивила у Холокаусту. Огромне количине гаса циклон Б и угљен-моноксида коришћене су у гасним коморама нацистичких логора за истребљење, што је резултирало огромном већином од око три милиона смртних случајева. Ово остаје најсмртоноснија употреба отровног гаса у историји.
Послератна ера је видела ограничену, иако разорну употребу хемијског оружја. Око 100.000 иранских војника је страдало од ирачког хемијског оружја током Иранско-ирачког рата. Ирак је користио иперит и нервне агенсе против сопствених цивила у хемијском нападу Халабџа 1988. године. Кубанска интервенција у Анголи довела је до ограничене употребе органофосфата. Сиријска влада је наводно користила сарин, хлор и иперит у Сиријском грађанском рату. Терористичке групе су такође користиле хемијско оружје, посебно у нападу сарином у метроу у Токију и инциденту у Мацумоту. Види и хемијски тероризам.

## Подела
Уједињене нације су класификовале хемијско оружје је класификовано као оружје велике деструктивне моћи, и продукција и чување хемијских агената је забрањено након Конвенције о Хемијском Наоружању 1993. године. Према овој конвенцији, хемијски агенти који су довољно токсични да се могу користити као хемијско оружје, или имају способност да производе такве агенте, су подељене у три групе:
- Група 1 – Хемијски агенти који се могу производити само у потребе истраживања (медицинског и фармацеутског) или заштитне потребе (нпр. тестирање сензора који могу осетити присуство хемијског агента). Агент који спада у ову групу је, између осталих, нервни гас рицин. Конвенција за Хемијско Наоружање мора бити нотификована за сваку производњу хемијског агента више од 100 грама, и према правилима конвенције, држава која производе одређени агент, не може поседовати више од једне тоне агента.
- Група 2 - Хемијски агенти који се користе за неке ограничене потребе у индустрији. Примери су диметил метилфосфонат и тиодигликол.
- Група 3 - Хемијски агенти који се користе масовно у индустријске сврхе. Примери су фозген и хлорпикрин, и оба су кориштени као хемијско оружје у прошлости.